# سالفيه اتشار
سالفيه اتشار ولد عام 1924 ببوردو وتوفى في 1985، وهو كاتب فرنسي. حصل على جائزة رينودو الأدبية عام 1967.